# CBS公司
CBS公司（CBS Corporation）是過去美国的一家大众传媒公司，其专注于商业广播、出版和电视制作，主要业务在美国。公司于2006年1月3日在美国纽约证交所上市，原名为维亚康姆。2019年12月4日，CBS公司再度和維亞康姆合併為維亞康姆CBS，並結束了兩家公司十四年的營運。
维亚康姆在分拆之后，成立了一家新公司保留维亚康姆这个名字，而另一家分拆出来的公司就是CBS公司。CBS公司是维亚康姆在法律上的正式继承人。CBS电视公司继承了原维亚康姆公司的地面电视业务（CBS电视网、CW电视网）、广播电台业务、电视制作与发行业务、出版业务、付费有线电视业务、基础有线电视业务（Pop电视网）、唱片业务等。CBS公司总部位于纽约市曼哈顿的CBS大厦（又名“黑石大厦”）。

## 公司背景
维亚康姆成立于1971年，其前身是哥伦比亚广播公司旗下的电视辛迪加部门，并于1971年被分拆。但是到了1999年，维亚康姆收购了其前身的母公司——西屋公司（也就是现在的CBS公司）。原CBS公司还拥有乡村音乐电视台和纳什维尔电视网（现Spike电视网），在2005年分拆之后，改为新维亚康姆公司所有。分拆之后的CBS公司新增了联合派拉蒙电视网、Showtime电视网、派拉蒙电视公司、派拉蒙公园和西蒙与舒斯特等资产。

## 公司历史

分拆前维亚康姆 (1971-2005)的标志（1990-2005）。

CW电视网标志。

### 2005年
2005年3月，维亚康姆集团宣布计划将公司分拆成两个独立上市公司，以解决公司股票上涨停滞的问题。6月14日，公司董事会宣布正式将维亚康姆集团分拆为两家公司。 其中一家公司将恢复使用CBS这个标志，同时交由长期从事电视部门管理的联席总裁莱斯利·穆恩维斯管理。这家新公司的资产包括CBS电视网、联合派拉蒙电视网、无限广播公司、CBS户外、Showtime电视网和派拉蒙的电视制片厂。
这次分拆使得新维亚康姆集团从老维亚康姆集团中剥离出来，并使原公司改名为CBS公司。这次分拆可以看做是1971年分拆的重复，但是CBS公司却保留了原公司几乎所有的电视业务之外，还获得其他一些辛迪加公司。

### 2006年
- 1月3日，从老维亚康姆集团（英语：Viacom (original)）分拆出来的两家公司分别在纽约证交所上市。分析家认为新维亚康姆集团将在分拆中获利，但是当天新维亚康姆的股价下跌20%，而CBS公司的股价则上涨9%。[6]

- 1月24日，CBS公司与华纳兄弟宣布建立一个新的地面电视联播网——CW电视网。该电视网于同年9月18日正式登场，并于9月20日播出《全美超模新秀赛》2小时首播特辑。CW电视网是由WB电视网（时代华纳控股）和联合派拉蒙电视网（CBS公司持有）合并而成，论坛广播公司（英语：Tribune Broadcasting）（持有WB电视网25%的股份）和CBS公司为CW电视网提供了全部加盟台。

- 1月27日，CBS公司宣布正在考虑出售其旗下的派拉蒙公园（英语：Paramount Parks）部门。

- 5月23日，CBS公司正式向雪松展会娱乐公司（英语：Cedar Fair）出售派拉蒙公园部门，使其成为全美第三大主题公园运营商。[7]

- 6月30日，雪松展会宣布完成与CBS公司就派拉蒙公园部门收购的现金交易，交易金额高达12.4亿美元。这其中还包含了一个长达十年的授权协议，允许雪松展会在2017年之前使用“派拉蒙”的名称和商标。[8]

### 2007年
- 2月7日，CBS公司宣布以1.85亿美元的价格向博龙资产管理公司出售其分别位于罗德岛州普罗维登斯、德克萨斯州奧斯汀、犹他州盐湖城和佛罗里达州西棕榈滩的七个电视台站。[9]

- 2月13日，据媒体报道，CBS公司以约2.34亿美元向自由传媒公司（英语：Liberty Media）出售了位于威斯康辛州绿湾的电视台站WFRV-TV（英语：WFRV-TV）和位于密歇根州埃斯卡罗巴（英语：Escanaba）的卫星台站WJMN-TV（英语：WJMN-TV）。[10] 据悉，CBS公司打算以这些台站折价后连同1.7亿美元的现金向自由传媒公司置换其所持有的7,510万普通股。

- 2月26日，CBS公司宣布投资一家虚拟世界游戏内容开发商——电子羊公司（Electric Sheep）。CBS公司雇佣电子羊公司开发了一些虚拟项目，其中就包括“第二人生的拉字至上”，同时还在游戏《第二人生》里为《好汉两个半》投拍了一则商业广告。电子羊公司还在为CBS公司打造一个新的项目，即在游戏《第二人生》里构建一个“星际旅行主题区域”。CBS希望这个计划能够将CBS旗下的娱乐产品“带出客厅”。[11]

- 3月20日，CBS和CSTV宣布收购高中体育网。[12]

- 4月12日，CBS宣布创建CBS交互式受众网络。[13]

- 5月30日，CBS互动宣布以1.4亿英镑的价格收购Last.fm。[14]

### 2008年
- 5月15日，CBS互动宣布以18亿美元的价格收购CNET，该交易将在2008年的第三季度完成。[15]

- 7月2日，一家位于费城的CBS电视网自有电视台（英语：Owned-and-operated station）KYW-TV（英语：KYW-TV）在其午间节目宣布，CBS公司完全收购CNET，并将其业务并入到CBS互动中。[16]

### 2013年
- 2月14日，CBS公司收购AXS TV（英语：AXS TV）的少数股权，以换取该公司在电视节目和市场营销方面的支持。[17]

- 3月26日，CBS公司和狮门娱乐以各入股一半的形式成立一家公司以运营电视指南电视网（现Pop电视网（英语：Pop (U.S. TV network)））和。[18][19]

- 5月31日，CBS公司从狮门娱乐购入剩下一半的股权，但是狮门娱乐依旧保留了电视指南电视网的份额。[20]

- 6月16日，CBS公司同意以2.25亿美元向铂金资本（英语：Platinum Equity）出售CBS户外国际公司。[21]

### 2014年
- 3月28日，CBS户外部门作为一家独立公司在纽约证券交易所以“CBSO”的名义上市。CBS户外公司在7月从CBS公司完全剥离成为一家独立地产投资信托公司，并更名为。

### 2016年
- 9月29日，全美娱乐公司向CBS公司和维亚康姆发出一封邮件，鼓励两家公司合并。[22]

- 12月12日，该交易宣布取消。[23]

### 2017年
- 2月2日，CBS公司宣布向Entercom（英语：Entercom）公司出售CBS Radio（英语：CBS Radio），使其成为全美第二大广播电台公司。[24]

### 2019年
- 8月13日維亞康姆和CBS公司將透過一項117億美元的交易合併，合併後的新公司将命名為維亞康姆哥倫比亞廣播公司(ViacomCBS Inc)，CBS公司股東將佔新公司61%權益，維亞康姆股東則持其餘39%，每持有一股維亞康姆股份將獲發0.59625股CBS公司股份，新公司將由Shari Redstone擔任主席。維亞康姆執行長Bob Bakish將擔任新公司的首席執行長。
- 12月4日，維亞康姆和CBS公司正式合併為维亚康姆CBS。

## 公司高管
以下为CBS公司董事会成员：
- 萨莫·雷石东（名誉董事长）
- 莱斯利·穆恩维斯（英语：Leslie Moonves）（执行董事长）
- 莎莉·雷石东（副董事长、非执行董事）
- 大卫·安德尔曼（英语：David R. Andelman）
- 小约瑟夫·加利法诺（英语：Joseph A. Califano, Jr.）
- 威廉·科汉
- 盖里·康垂曼（Gary L. Countryman）
- 查尔斯·吉福德（英语：Charles K. Gifford）
- 莱昂纳多·哥德堡（英语：Leonard Goldberg）
- 布鲁斯·戈登（英语：Bruce S. Gordon）
- 琳达·格里戈（Linda M. Griego）
- 阿诺德·科佩尔森（英语：Arnold Kopelson）
- 道格·莫里斯（英语：Doug Morris）
- 弗里德里克·萨勒诺（Frederic V. Salerno）

### 脚注
1. ↑  The Viacom-CBS split was structured in such a way that the existing company (Viacom) changed its name to CBS Corporation, while the new Viacom is actually a newly founded spin-off company. For this reason, the newly rechristened CBS Corporation is actually the same company (Viacom) that was founded in 1986. The 1986 Viacom, in turn, was the successor to a previous company also known as Viacom and founded in 1971.

### 出处
1. 1 2 3 4 5  . EDGAR. United States Securities and Exchange Commission. 2016-02-27  [2015-12-21]. （原始内容存档于2016-10-20）.
2. ↑  Miglani, Jitender. . 2016-10-19  [2016-12-30]. （原始内容存档于2021-01-21）.
3. ↑   (PDF). CBS Corporation. 2006-01-12  [2008-11-30]. （原始内容存档 (PDF)于2008-06-25）.
4. ↑  "Contact Info （页面存档备份，存于）." CBS Corporation. 2009-11-03查阅.
5. ↑  Fabrikant, Geraldine. . 纽约时报. 2005-06-15  [2014-07-28]. （原始内容存档于2014-03-06）.
6. ↑  Fabrikant, Geraldine. . NYT. 2006-07-22  [2014-07-18]. （原始内容存档于2014-08-10）.
7. ↑  News, Bloomberg. . 纽约时报. 2006-05-23  [2017-03-21]. （原始内容存档于2017-03-13）.
8. ↑  L.P., Cedar Fair,. . www.prnewswire.com.   [2017-03-21]. （原始内容存档于2017-03-13） （英语）.
9. ↑  . CBS Corporation. 2007-02-07  [2008-12-27]. （原始内容存档于2009-01-11）.
10. ↑  . libertymedia.com. 2007-02-13  [2016-12-02]. （原始内容存档于2016-12-03）.
11. ↑  .   [2017-03-20]. （原始内容存档于2007-07-26）.
12. ↑  . CBS Corporation. 2007-03-20  [2012-01-02]. （原始内容存档于2012-05-10）.
13. ↑  . CBS Corporation. 2007-04-12  [2012-01-02]. （原始内容存档于2012-05-10）.
14. ↑  Music site Last.fm bought by CBS （页面存档备份，存于）, BBC, 2007-05-30
15. ↑  CBS Corporation to acquire CNET Networks, inc. （页面存档备份，存于）, CBS Press Release, 2008-05-15
16. ↑  . New York: cbs3.com. 2008-07-02  [2008-01-27]. []
17. ↑  Bond, Paul. . 好莱坞报道. 2013-02-14  [2015-12-03]. （原始内容存档于2015-09-24）.
18. ↑  Andreeva, Nellie. "CBS Poised To Buy Half Of TV Guide, Partner With Lionsgate." （页面存档备份，存于） Deadline.com (2013-03-22)
19. ↑  Andreeva, Nellie. "It’s Official: CBS Acquires Half Of TV Guide, Partners With Lionsgate." （页面存档备份，存于） Deadline.com (2013-03-26)
20. ↑  Andreeva, Nellie. "It’s Official: CBS Takes Full Control Of TVGuide.Com, Acquiring Lionsgate’s 50%." （页面存档备份，存于） Deadline.com (2013-05-31)
21. ↑  . Deadline.com.   [2013-06-13]. （原始内容存档于2013-07-18）.
22. ↑  .   [2016-12-30]. （原始内容存档于2016-12-15）.
23. ↑  .   [2016-12-17]. （原始内容存档于2017-10-01）.
24. ↑  Lieberman, David. . Deadline. 2017-02-02  [2017-03-20]. （原始内容存档于2017-03-13）.